# Infamia (singolo)
Infamia è un singolo del rapper italiano Chicoria, pubblicato il 21 agosto 2020.

## Descrizione
Il brano ha visto la partecipazione vocale del rapper Massimo Pericolo.

## Tracce
1. Infamia – 3:30